# Пневмотранспорт
Пневмотранспорт — техника транспортировки сыпучих и штучных (пневматическая почта) грузов под действием сжатой или разрежённой газовой смеси (чаще воздушной).

## Классификация
Вариантами пневматической транспортировки сыпучих материалов являются:
- плотная транспортировка, при которой фаза сыпучего материала передаётся импульсным методом;
- разрежённая — подразумевает непрерывный метод.

Системы пневмотранспорта (ПТС) разделяются по способу создания транспортного потока и назначению использования:
- нагнетающие ПТС. Разрабатываются на базе пневмокамерных насосов (ПКН), пневмоструйных насосов (ПСН) (нагнетательный пневмотранспорт).

Нагнетающие ПТС — разрабатываются преимущественно для режима транспортирования в плотном слое (англ. dense phase) c высокими концентрациями материала и низкими скоростями потока.
- вакуумные (всасывающие)

Всасывающие ПТС разрабатываются на базе вентиляторов, водокольцевых насосов. Применяются так же для перемещения порошкообразных материалов.
- комбинированные

ПТС включает в себя следующие основные узлы:
- питатель — устройство для ввода материала или аэросмеси в трубопроводы,
- системы пневмопроводов и материалопроводов,
- разгрузители с фильтром для воздуха,
- воздуходувную машину
- приёмник материала.

## Использование пневмотранспортных систем (ПТС) в России
В России запущены в эксплуатацию более 200 пневмотранспортных линий для перекачки порошков глинозёма, соды, триполифосфата натрия, апатита, цемента, оливина, золы, глины, СМС на предприятиях огнеупорной, строительной, химической и других отраслей: Богословский алюминиевый завод (г. Краснотурьинск), Уральский алюминиевый завод (г. Каменск-Уральский), Богдановичское ОАО «Огнеупоры» (г. Богданович), ООО «Теплит» (г. Берёзовский Свердловской области), ООО «Форэс» (г. Асбест), ООО «Староцементный завод» (г. Сухой Лог Свердловской области), Кировградский завод промышленных смесей (г. Кировград), Иркутский алюминиевый завод, Пикалевский глинозёмный завод (г. Пикалёво Ленинградской области), Николаевский глинозёмный завод (г. Николаев, Украина), Комбинат Магнезит (г. Сатка Челябинской обл.), ЕвроХим-Белореченские минудобрения (г. Белореченск Краснодарского края), ООО «Проктер энд Гэмбл-Новомосковск» (г. Новомосковск Тульской области), ООО «Технокерамика» (г. Шадринск Курганской области).